# Cavaliere per un giorno
Cavaliere per un giorno (A Knight for a Day) è un film del 1946 diretto da Jack Hannah. È un cortometraggio animato della serie Goofy, prodotto dalla Walt Disney Productions, uscito negli Stati Uniti il 8 marzo 1946 e distribuito dalla RKO Radio Pictures.

## Trama
Nell'arena di un castello dell'impero inglese sta per svolgersi un torneo medievale, in cui il vincitore avrà come premio la mano della principessa Esmeralda. Sir Loinsteak è lo sfidante e il suo scudiero Cedric gli prepara l'armatura. Cedric però distrugge accidentalmente la spada e, nel caricare sul cavallo sir Loinsteak, lo mette fuori combattimento. Con l'inizio imminente della giostra, desiderando ardentemente diventare cavaliere e avere la mano della principessa, Cedric decide di prendere il posto di sir Loinsteak. Quando inizia il torneo entrano nell'arena sir Cumference, che ha già sconfitto otto cavalieri, e Cedric; lui ed Esmeralda si innamorano reciprocamente. Sir Cumference riesce subito a sconfiggere Cedric, ma quest'ultimo non si dà per vinto e si rialza, per poi riuscire, grazie alla sua astuzia, a mettere fuori combattimento l'avversario. Esmeralda quindi riempie di baci Cedric.

## Distribuzione

### Edizioni home video

#### VHS
- Le vacanze di Pippo (giugno 1986)[1]
- A tutto Pippo! (aprile 2000)[2]

#### DVD e Blu-ray Disc
Il cortometraggio è incluso nel DVD Walt Disney Treasures: Pippo, la collezione completa e, come contenuto speciale, all'interno del DVD e Blu-ray Disc di La spada nella roccia.